# Jeleniów (Sainte-Croix)
Pour les articles homonymes, voir Jeleniów.
Jeleniów est une localité polonaise de la gmina de Nowa Słupia, située dans le powiat de Kielce en voïvodie de Sainte-Croix.